# Грум (Тексас)
Грум (енгл. Groom) град је у америчкој савезној држави Тексас. По попису становништва из 2010. у њему је живело 574 становника.

## Демографија
Према попису становништва из 2010. у граду је живело 574 становника, што је 13 (2,2%) становника мање него 2000. године.
| Група             | 2000.       | 2010.       |
| Белци             | 548 (93,4%) | 525 (91,5%) |
| Афроамериканци    | 0 (0,0%)    | 5 (0,9%)    |
| Азијати           | 1 (0,2%)    | 0 (0,0%)    |
| Хиспаноамериканци | 28 (4,8%)   | 34 (5,9%)   |
| Укупно            | 587         | 574         |